# Wolf Harnisch
Wolf Harnisch (* 10. Februar 1918 in Brünn, Österreich-Ungarn; † 2. Februar 1992 in München, Deutschland) war ein deutscher Schauspieler und Hörspielsprecher.

## Leben und Wirken
Der Sohn des Intendanten Wolfgang Hoffmann-Harnisch hatte über seinen Vater bereits als Kind Kontakt zum Theater und zum Hörfunk geknüpft. Von 1924 bis 1936 übernahm Harnisch als Sprecher Kinderrollen bei der Funk-Stunde Berlin. Diesem Tätigkeitsfeld blieb er auch nach 1945 treu.
Nach seinem Abitur trat er 1937 gastweise in der Komödie auf und besuchte eine Schauspielschule. Als sein Vater in das Kreuzfeuer nationalsozialistische Kulturpolitik geriet, emigrierten beide 1938 nach Brasilien. Dort blieben Vater und Sohn bis 1951. Ab 1946 übernahm Wolf Harnisch für fünf Jahre die Leitung des Deutschen Theaters Brasilien (die Companhia teatral). Mit klassischen Stoffen wie Hamlet und Faust trat er nicht nur in Rio de Janeiro auf, sondern gastierte auch in Metropolen wie Montevideo. In diesen Jahren will Wolf Harnisch nach eigenen Angaben an etwa 25 portugiesischsprachigen Filmen als Schauspieler und Regisseur beteiligt gewesen sein.
Wieder zurück in Deutschland, fand Wolf Harnisch Beschäftigung an so unterschiedlichen Berliner Spielstätten wie dem Theater für die Flüchtlinge Berlin und dem Hebbeltheater. Zeitgleich wirkte er in Hörspielen mit, die von den Sendern SFB, RIAS Berlin und dem Hessischen Rundfunk produziert und ausgestrahlt wurden.
Seit 1953 spielte er auch an Bühnen in Frankfurt am Main (Theater am Roßmarkt), Wien und München. Der deutsche Film verpflichtete Wolf Harnisch ebenfalls seit 1953, beginnend mit der Komödie Das ideale Brautpaar. Harnischs Fach war das der Edelcharge: er spielte zunächst einen Assistenzarzt in Roman eines Frauenarztes, einen Verteidiger in Oberwachtmeister Borck, einen Inspizienten in Liebe, Tanz und 1000 Schlager, Gustav Stresemanns Sekretär in Alfred Brauns Stresemann-Biografie und zwei Soldaten in Zeit zu leben und Zeit zu sterben und in Der brave Soldat Schwejk.
In späteren Jahren sah man ihn auch mit kleinen Auftritten in internationalen Filmen, oftmals mit NS-Hintergrund wie Luftschlacht um England und Son of Hitler, und war sich Anfang der 1970er Jahre auch nicht zu schade für mehrere Auftritte in Softsexfilmen der Schulmädchen-Report-Reihe und stofflich ähnlich gelagerten Streifen. Wolf Harnisch, bis kurz vor seinem Tod sehr kameraaktiv, wirkte auch in einer Fülle von Fernsehproduktionen mit.

## Filmografie
- 1953: Das ideale Brautpaar
- 1954: Roman eines Frauenarztes
- 1955: Die Frau des Botschafters
- 1955: Musik im Blut
- 1955: Oberwachtmeister Borck
- 1955: Liebe, Tanz und 1000 Schlager
- 1955: What Price Freedom (Kurzfilm)
- 1956: Das Bad auf der Tenne
- 1956: Der Prozeß Mary Duran (Fernsehfilm)
- 1956: Stresemann
- 1957: Mr. Gillie (Fernsehfilm)
- 1958: Lilli – ein Mädchen aus der Großstadt
- 1958: Das gab’s nur einmal
- 1958: Zeit zu leben und Zeit zu sterben (A Time to Love and a Time to Die)
- 1958: Maß für Maß (Fernsehfilm)
- 1958: Das verbotene Paradies
- 1959: Das Nachtlokal zum Silbermond
- 1960: Der brave Soldat Schwejk
- 1961: La estatua
- 1965: Der Forellenhof (Fernsehserie, eine Folge)
- 1969: Luftschlacht um England (Battle of Britain)
- 1970: Schulmädchen-Report: Was Eltern nicht für möglich halten
- 1970: Ich schlafe mit meinem Mörder
- 1971: Josefine Mutzenbacher II – Meine 365 Liebhaber
- 1971: Erotik im Beruf – Was jeder Personalchef gern verschweigt
- 1971: Paragraph 218 – Wir haben abgetrieben, Herr Staatsanwalt
- 1971: Urlaubsreport – Worüber Reiseleiter nicht sprechen dürfen
- 1972: Schulmädchen-Report. 4. Teil: Was Eltern oft verzweifeln läßt
- 1975: Das Fernsehgericht tagt (Fernsehreihe, eine Folge)
- 1978: Schulmädchen-Report. 12. Teil: Junge Mädchen brauchen Liebe
- 1978: Son of Hitler
- 1978: Alcaptar
- 1979: Die Quelle (Fernsehfilm)
- 1980: Ein Guru kommt (Fernsehfilm)
- 1981: Regentropfen
- 1982: Die Pawlaks (Fernsehserie)
- 1983: Happy Weekend
- 1985: Die Krimistunde (Fernsehserie, Folge 14, Episode: „Die Prise Muskat macht’s“)
- 1987: Die Krimistunde (Fernsehserie, Folge 27, Episode: „Ein glückliches Opfer“)
- 1987: Die Krimistunde (Fernsehserie, Folge 29, Episode: „Vermißtmeldung“)
- 1987: Stahlkammer Zürich (Fernsehserie, eine Folge)
- 1988: Rosalyn und die Löwen (Roselyne et les lions)
- 1990: Ariadna
- 1990: Das Millionenspiel (La milliardaire) (Fernsehfilm)
- 1990: Le Mari de l’Ambassadeur (Fernsehserie)
- 1991: Isabelle Eberhardt

## Hörspiele (Auswahl)

### Autor
- 1953: Zweimal Johann Strauß – Bearbeitung (Musik): Erich Börschel; Regie: Theodor Steiner (Original-Hörspiel – HR)

### Sprecher
- 1953: Claus Borgeest: Wir bitten um ein Urteil (Werner Hochleder, Ingenieur) – Regie: Heinrich Koch (Hörspiel – NWDR Hamburg)
- 1954: Friedrich Schiller: Die Räuber (2. Räuber) – Regie: Carlheinz Riepenhausen (Hörspielbearbeitung – HR)
- 1954: Adolf Glaßbrenner: Der Weihnachtsmarkt geht auf. Berliner Szenen und Originale von einst und jetzt (Mr. Smith) – Regie: Curt Goetz-Pflug (Hörspielbearbeitung – SFB)
- 1955: Karl Brichta: Berlin durch zwei (Oskar Höfer) – Regie: Erich Köhler (Hörspiel – SFB)
- 1955: Erich Wildberger: Rund um den Zauberberg (Max Thiele) – Regie: Hans Drechsel (Hörspiel – SFB)
- 1956: Axel Eggebrecht, Ludwig Berger: Die Kraft des Einzelnen: Stresemann (Chamberlain) – Regie: Ludwig Berger (Originalhörspiel – SFB)
- 1956: Carlo Schmid: Große deutsche Demokraten: Carl Schurz (Gouverneur) – Regie: Curt Goetz-Pflug (Feature – SFB)
- 1956: Frank Arnau: Vernichtete Vergangenheit (Malaie Saranay) – Regie: Rolf von Goth (Hörspielbearbeitung – SFB)
- 1956: Ludwig Berger: Ottiliens Tollheiten. Eine Komödie um den alten Geheimrat von Goethe (2 Teile) (Von Edeling) – Regie: Ludwig Berger (Originalhörspiel – SFB)
- 1957: Eugen Fischer-Baling: Walther Rathenau. Ein Lebensbild (Stinnes) – Regie: Erich Köhler (Feature – SFB)
- 1957: Otto Zarek: Albert Ballin. Ein historisches Hörspiel (Witte) – Regie: Erich Köhler (Hörspiel – SFB)
- 1957: Horst von der Heyde: Reichsfreiherr vom Stein (Hardenberg) – Regie: Hans Drechsel (Hörspiel – SFB)
- 1958: Johannes Hendrich: Leila und die Absichten der Frau Pozzi (Herr Cellini) – Regie: Hans Drechsel (Originalhörspiel – SFB)
- 1967: John Wyndham: Kolonie im Meer (1. Teil) – Regie: Heinz Dieter Köhler (Hörspielbearbeitung, Science-Fiction-Hörspiel – WDR)
- 1974: Dimiter Inkiow: Als die Menschen noch nicht so klug waren (In 4 von 12 Folgen) (u. a. als Newton) – Redaktion und Regie: Werner Simon (Originalhörspiel, Kinderhörspiel – BR)
- 1974: Ruth Rehmann: Frau Violets Haus (Professor Lauterbach) – Regie: Otto Kurth (Hörspiel – WDR)
- 1974: Iwan Turgenjew: Väter und Söhne (Koljasin) – Regie: Gert Westphal (Hörspielbearbeitung – BR/SR)
- 1975: Karl Heinz Gies: Landy und die große Büffeljagd (Mister Ridge) – Regie: Werner Simon (Kinderhörspiel – BR)
- 1976: Gerhard Aberle: Ich heiße Podrazek – Regie: Heinz-Günter Stamm (Hörspiel – BR/HR)
- 1979: Paul van der Hurk: Kriminaldokumentation ... (2. Folge: Das künstliche Auge des Gesetzes: - Die Fotografie im Dienste der Kriminalistik -) (Postrat) – Regie: Peter M. Preissler (Originalhörspiel, Kriminalhörspiel – BR)
- 1985: Fritz Meingast: Angriff der Haie (Generaloberst Sarcovic von L) – Regie: Alexander Malachovsky (Hörspiel – BR)